# François Cointeraux
Pour l’article ayant un titre homophone, voir Cointreau.
 (septembre 2020).

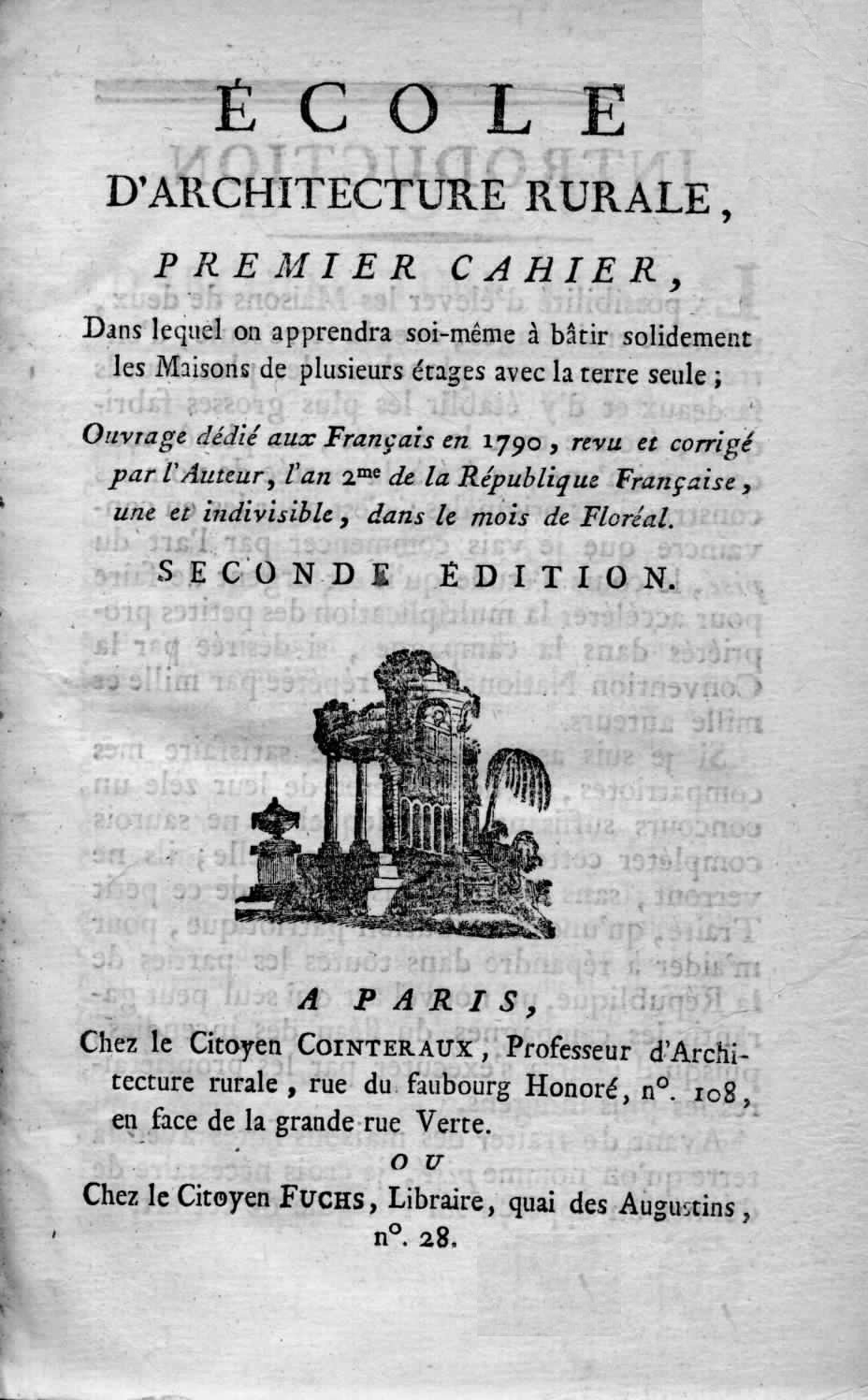
Cointeraux, École d'Architecture Rurale, Paris 1791. Page de titre.

François Cointeraux, 29 septembre 1740 à Lyon - 13 mai 1830 à Paris, est un inventeur, maçon et architecte français, spécialiste de la construction en pisé et inventeur de l'agritecture associant architecture et agriculture avec des bâtiments bio-climatiques.

## Biographie
Natif de Lyon, François Cointeraux est le neveu d'un maître maçon. Il s'initie au dessin, à l'architecture et à la perspective. C'est dans cette ville qu'il travaille d'abord, principalement comme entrepreneur de construction, ainsi qu'à Grenoble, jusqu'en 1786. Il exerce aussi des fonctions d'arpenteur-juré et d'expert auprès de la ville de Lyon. En 1786, il participe au concours de l'Académie d'Amiens (qu'il remporte en 1787) avant de s'installer, en 1788, à Paris où il ouvre plusieurs « écoles d'architecture rurale » successives. Ses travaux s'orientent alors vers la construction en pisé de bâtiments incombustibles pour l'agriculture. En 1789, il est distingué par la Société royale d'agriculture de Paris. En l'an III (1794 ou 1795), il est membre de la Société des inventions et découvertes.
Il est l'inventeur de l'Agritecture, une discipline nouvelle qui selon lui doit associer étroitement architecture et agriculture. À ce titre, il peut être considéré comme l'un des principaux précurseurs des réflexions actuelles sur une architecture rurale durable ou une agriculture urbaine.
Il est l'inventeur de la crécise, mécanique pour produire des briques en pisé, dont il tire une version destinée à la cuisine, l'épurateur de légumes. Il invente aussi la pierre carton et s'intéresse au béton.
Cointereaux est un auteur fécond, auquel on doit notamment 72 fascicules sur la construction en pisé. Ses écrits seront traduits et diffusés dans le monde entier, contribuant à développer ce type de construction. Il s'intéresse aussi beaucoup à l'agriculture. Il est le premier auteur, avec Léon de Perthuis de Laillevault, en 1805 et 1810, à aborder la question des constructions rurales dans l’espace agronomique français, ici dans l’apologie et la pratique du pisé. Son intérêt porte aussi sur les manufactures porteuses d'une architecture industrielle.
Il construira plusieurs dizaines de bâtiments en pisé autour de Lyon et à Lyon même, à Grenoble, à Amiens et à Napoléon-Vendée, actuelle La Roche-sur-Yon. En effet, en 1807, Emmanuel Crétet, ministre de l'Intérieur et directeur des Ponts et Chaussées de Napoléon Ier, lui confie la reconstruction de cette ville, détruite après la Révolution. Il utilise le pisé, mais ses résultats sont critiqués par l'Empereur (« une ville de boue »), qui reproche à l'architecte d'avoir gâché les moyens qu'on a mis à sa disposition pour les travaux.

## Publications
- Le chauffage économique ou Examen critique du chauffage…, Vienne, 1794 (Lire en ligne)
- L’école d’architecture rurale, ou Leçons par lesquelles on apprendra soi-même à bâtir solidement les maisons de plusieurs étages, avec la terre seule ou autres matériaux les plus communs et du plus vil prix, Paris : l’Auteur, 1790, 52 p. Texte en ligne ; Paris : l’Auteur, 1791, in-8°, 76 p. ; Lyon : l’École d’architecture rurale, 1796, in-8°, 110 p.
- « L’art du pisé ou la massivation de la terre », Extrait de L'école d’architecture rural. Second Cahier , sur topophile.net, 28 août 2020 (consulté le 16 septembre 2020)
- La Ferme, prix remporté à la Société d’agriculture de Paris, le 28 décembre 1789, Paris : Impr. de Vezard et Le Normant, 1791, in-4°, 14 p. et pl. ; 3e éd. en 1808, Paris, Cointeraux, in-8°, 56 p. et pl. gravées et colorées
- Architecture périodique, ou notice des travaux et approvisionnemens que chacun peut faire, a peu de frais, chaque mois et chaque année, soit pour améliorer ses fonds, soit pour construire toutes sortes de batisses, soit pour multiplier les engrais. Paris : Bureau de l'école d'architecture rurale, 1792. (Lire en ligne)
- Les Erreurs de mon siècle sur l’agriculture et sur les arts, avec le recueil de mes procédés économiques, de mes inventions et découvertes, Paris : chez l’Auteur, 1793, 2 parties en 1 vol. in-4°, 24-8 p.
- Nouveau traité d’économie rurale ou Recueil de procédés, méthodes et inventions que chacun doit employer dans ses cultures et bâtisses, Saint-Mandé, École d’architecture rurale, 1803, in-8°, 16 p.
- Des Récoltes, méthode préservatrice pour garantir les récoltes des foins et des céréales contre l’intempérie des saisons, Paris : Brunot-Labbé, 1816, in-12, 48 p.

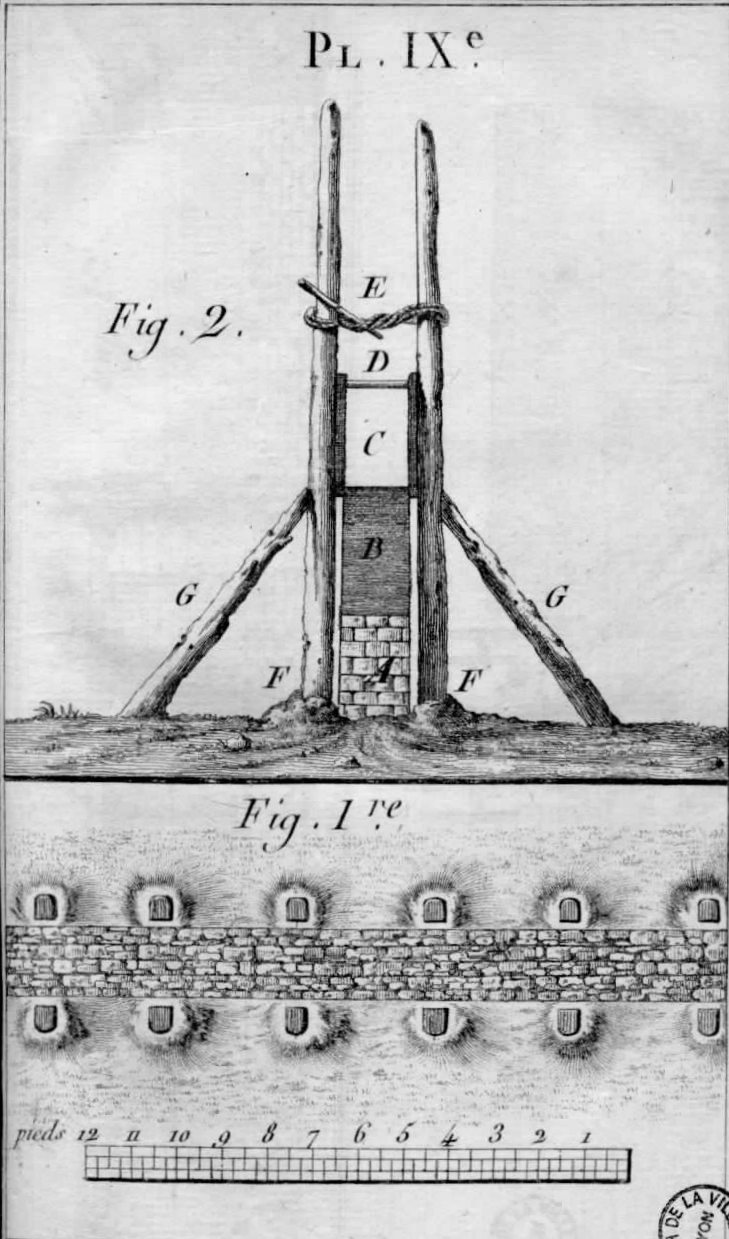
Banche bresanne (coffrage pour réaliser un mur en pisé). Planche tirée de École d'architecture rurale, 1790.

- Banche bresanne (coffrage pour réaliser un mur en pisé). Planche tirée de École d'architecture rurale, 1790.Traité sur la construction des manufactures et maisons de campagne, 1791.